# Eulaira delana
Eulaira delana är en spindelart som beskrevs av Chamberlin och Ivie 1939. Eulaira delana ingår i släktet Eulaira och familjen täckvävarspindlar. Inga underarter finns listade i Catalogue of Life.